# Alina Lopez
Alina Lopez (Seattle, 6 settembre 1995) è un'attrice pornografica statunitense.

## Biografia
Alina Lopez è originaria dello Stato di Washington ed è cresciuta in una famiglia di origine ispanica, studiando nella chiesa mormone. Ha vissuto a Mesa (Arizona) e nello Utah. Dopo aver compiuto 18 anni, ha iniziato a lavorare come modella professionista e come tecnico installatore di pannelli solari. Ha anche lavorato come modella in webcam, esibendosi in spettacoli privati attraverso la piattaforma Chatroulette.
Ha debuttato come attrice pornografica nell'ottobre 2017, all'età di 22 anni, girando la sua prima per BlackedRaw.
Il suo nome d'arte deriva dalla cantante Alina Baraz, mentre Lopez è dal cognome di sua madre. È stata scelta Pet of the Month dalla rivista Penthouse nel dicembre 2018.
Nel 2019, ha ricevuto due nomination agli AVN e agli XBIZ Awards come migliore attrice esordiente. Nel 2020 ottiene il suo primo XBIZ Awards come miglior attrice in un film Taboo per Bishop's Interview: An Alina Lopez Story, una scena scritta e interpretata dalla stessa Alina ispirata alla sua giovinezza da mormone.

## Riconoscimenti
- AVN Awards
  - 2019 – Hottest Newcomer (Fan Award)[11]
  - 2020 – Best Group Sex Scene per Drive con Angela White, Autumn Falls, Lena Paul e Manuel Ferrara[12]
  - 2021 – Best Quarantine Sex Scene per Teenage Lesbian, One Year Later con Whitney Wright, Kristen Scott, Aidra Fox, Kenna James e Kendra Spade[13]
  - 2021 – Mainstream Venture of the Year[14]
- XBIZ Awards
  - 2020 – Best Actress - Taboo-Themed Release per Bishop's Interview: An Alina Lopez Story[15]